# Wybory uzupełniające do Senatu Rzeczypospolitej Polskiej III kadencji
Wybory uzupełniające do Senatu RP III kadencji (1993–1997) odbyły się w dwóch terminach: 19 czerwca 1994 i 1 października 1995 z powodu wygaśnięcia mandatów pięciu senatorów. W trzech przypadkach przyczyną była śmierć deputowanych wybranego w wyborach parlamentarnych w 1993, w jednym zrzeczenie się mandatu. Jeden mandat pozostał nieobsadzony i nie uzupełniono go do końca kadencji z racji zbliżających się wyborów parlamentarnych.

## Lista wyborów uzupełniających do Senatu III kadencji
Wytłuszczeniem wyróżniono frekwencję w przypadku, gdy równocześnie odbywały się inne wybory powszechne (prezydenckie, parlamentarne lub samorządowe).
| Okręg       | Data       | Były senator            | Były senator          | Wybrany senator             | Wybrany senator      | Frekwencja | Przyczyna              |
| ----------- | ---------- | ----------------------- | --------------------- | --------------------------- | -------------------- | ---------- | ---------------------- |
| chełmski    | 19.06.1994 |                         | Tomasz Adamczuk (PSL) |                             | Piotr Miszczuk (SLD) | 35,17%     | śmierć                 |
| elbląski    | 19.06.1994 | Romuald Jankowski (PSL) |                       | Stanisław Kochanowski (PSL) | 31,66%               | śmierć     |                        |
| szczeciński | 01.10.1995 |                         | Bodo Engling (SLD)    |                             | Artur Balazs (KW)    | 9,92%      | zrzeczenie się mandatu |
| wrocławski  | 01.10.1995 | Henryk Rot (SLD)        |                       | Kazimierz Działocha (SLD)   | 6,48%                | śmierć     |                        |

## Wybory uzupełniające 19 czerwca 1994 (okręgi: chełmski i elbląski)
Wybory uzupełniające do Senatu Rzeczypospolitej Polskiej w okręgach chełmskim i elbląskim, które odbyły się 19 czerwca 1994, zostały zarządzone przez Prezydenta RP Lecha Wałęsę 31 marca 1994 z powodu śmierci Tomasza Adamczuka i Romualda Jankowskiego. Przeprowadziły je odpowiednio Okręgowe Komisje Wyborcze w Chełmie i Elblągu, równocześnie z wyborami do rad gmin.
Mandaty senatorskie uzyskali Stanisław Kochanowski i Piotr Miszczuk.

### Kalendarz wyborczy
- do 20 maja 1994 — zgłaszanie kandydatów na senatora do okręgowych komisji wyborczych w celu zarejestrowania,
- 17 czerwca 1994 o godz. 24:00 — zakończenie kampanii wyborczej,
- 19 czerwca 1994 — głosowanie[5].

### Okręg chełmski

Okręg chełmski na tle Polski

#### Kandydaci
Swoje kandydatury zarejestrowali:
1. Maria Chodyńska (KW Niepodległościowego Porozumienia „Chełmszczyzna”),
2. Janusz Korczyński (KW Janusza Korczyńskiego),
3. Jerzy Masłowski (KW Chełmskiego Porozumienia Centro-Prawicy),
4. Piotr Miszczuk (Sojusz Lewicy Demokratycznej),
5. Elżbieta Rysak (Polskie Stronnictwo Ludowe) – była senator.

Maria Chodyńska i Janusz Korczyński kandydowali w poprzednich wyborach w tym okręgu.

#### Wyniki
| Kandydat                                                                                     | Kandydat          | Komitet wyborczy                                    | Głosów | Głosów | Głosów |
| Kandydat                                                                                     | Kandydat          | Komitet wyborczy                                    | Liczba | %      | +/–    |
| -------------------------------------------------------------------------------------------- | ----------------- | --------------------------------------------------- | ------ | ------ | ------ |
|                                                                                              | Piotr Miszczuk    | Sojusz Lewicy Demokratycznej                        | 16 384 | 27,79  | –      |
|                                                                                              | Elżbieta Rysak    | Polskie Stronnictwo Ludowe                          | 13 244 | 22,46  | –      |
|                                                                                              | Jerzy Masłowski   | KW Chełmskiego Porozumienia Centro-Prawicy          | 10 894 | 18,47  | –      |
|                                                                                              | Janusz Korczyński | KW Janusza Korczyńskiego                            | 9946   | 16,87  | –      |
|                                                                                              | Maria Chodyńska   | KW Niepodległościowego Porozumienia „Chełmszczyzna” | 8499   | 14,41  | –      |
| Frekwencja: 35,17% Liczba głosów ważnych: 58 967 (93,77%) Źródło: Państwowa Komisja Wyborcza |                   |                                                     |        |        |        |

### Okręg elbląski

Okręg elbląski na tle Polski

#### Kandydaci
Swoje kandydatury zarejestrowali:
1. Wacław Bielecki (Niezależny Samorządny Związek Zawodowy „Solidarność”),
2. Sylwester Kalinowski (KW Sylwestra Kalinowskiego),
3. Stanisław Kochanowski (Polskie Stronnictwo Ludowe) – wójt Sztutowa,
4. Edmund Krasowski (KW Edmunda Krasowskiego) – były poseł,
5. Janina Krukowska (KW na rzecz Janiny Krukowskiej),
6. Krzysztof Niedźwiedzki (Unia Pracy),
7. Andrzej Nowosielski (KW Ziemia Elbląska),
8. Krzysztof Wójcik (Konfederacja Polski Niepodległej).

#### Wyniki
| Kandydat                                                                                      | Kandydat               | Komitet wyborczy                                     | Głosów | Głosów | Głosów |
| Kandydat                                                                                      | Kandydat               | Komitet wyborczy                                     | Liczba | %      | +/–    |
| --------------------------------------------------------------------------------------------- | ---------------------- | ---------------------------------------------------- | ------ | ------ | ------ |
|                                                                                               | Stanisław Kochanowski  | Polskie Stronnictwo Ludowe                           | 24 337 | 24,32  | –      |
|                                                                                               | Edmund Krasowski       | KW Edmunda Krasowskiego                              | 22 487 | 22,47  | –      |
|                                                                                               | Wacław Bielecki        | Niezależny Samorządny Związek Zawodowy „Solidarność” | 11 247 | 11,24  | –      |
|                                                                                               | Andrzej Nowosielski    | KW Ziemia Elbląska                                   | 9476   | 9,47   | –      |
|                                                                                               | Sylwester Kalinowski   | KW Sylwestra Kalinowskiego                           | 8950   | 8,95   | –      |
|                                                                                               | Janina Krukowska       | KW na rzecz Janiny Krukowskiej                       | 8916   | 8,91   | –      |
|                                                                                               | Krzysztof Niedźwiedzki | Unia Pracy                                           | 8434   | 8,43   | –      |
|                                                                                               | Krzysztof Wójcik       | Konfederacja Polski Niepodległej                     | 6211   | 6,21   | –      |
| Frekwencja: 31,66% Liczba głosów ważnych: 100 058 (93,22%) Źródło: Państwowa Komisja Wyborcza |                        |                                                      |        |        |        |

## Wybory uzupełniające 1 października 1995 (okręgi: szczeciński i wrocławski)
Wybory uzupełniające do Senatu Rzeczypospolitej Polskiej w okręgach szczecińskim i wrocławskim, które odbyły się 1 października 1995, zostały zarządzone przez Prezydenta RP Lecha Wałęsę 21 lipca 1995 z powodu śmierci Henryka Rota i zrzeczenia się mandatu przez Bodo Englinga. Przeprowadziły je odpowiednio Okręgowe Komisje Wyborcze w: Szczecinie i Wrocławiu.
Mandaty senatorskie uzyskali: Artur Balazs i Kazimierz Działocha.

### Kalendarz wyborczy
- do 22 sierpnia 1995 — zgłaszanie kandydatów na senatora do okręgowych komisji wyborczych w celu zarejestrowania,
- 29 września 1995 o godz. 24:00 — zakończenie kampanii wyborczej,
- 1 października 1995 — głosowanie[6].

### Okręg szczeciński

Okręg szczeciński na tle Polski

#### Kandydaci
Swoje kandydatury zarejestrowali:
1. Artur Balazs (KW Konwencja Szczecińska) – były poseł i minister,
2. Piotr Baumgart-Turkowiak (Prawicowy KW Ziemi Szczecińskiej „Sumienie”),
3. Bogusław Liberadzki (Sojusz Lewicy Demokratycznej),
4. Lech Pruchno-Wróblewski (Prawicowy KW w Województwie Szczecińskim) – były poseł.

#### Wyniki
| Kandydat                                                                                    | Kandydat                 | Komitet wyborczy                            | Głosów | Głosów | Głosów |
| Kandydat                                                                                    | Kandydat                 | Komitet wyborczy                            | Liczba | %      | +/–    |
| ------------------------------------------------------------------------------------------- | ------------------------ | ------------------------------------------- | ------ | ------ | ------ |
|                                                                                             | Artur Balazs             | KW Konwencja Szczecińska                    | 34 159 | 49,26  | –      |
|                                                                                             | Bogusław Liberadzki      | Sojusz Lewicy Demokratycznej                | 23 071 | 33,27  | –      |
|                                                                                             | Lech Pruchno-Wróblewski  | Prawicowy KW w Województwie Szczecińskim    | 9135   | 13,17  | –      |
|                                                                                             | Piotr Baumgart-Turkowiak | Prawicowy KW Ziemi Szczecińskiej „Sumienie” | 2986   | 4,31   | –      |
| Frekwencja: 9,92% Liczba głosów ważnych: 69 351 (97,80%) Źródło: Państwowa Komisja Wyborcza |                          |                                             |        |        |        |

### Okręg wrocławski

Okręg wrocławski na tle Polski

#### Kandydaci
Swoje kandydatury zarejestrowali:
1. Leszek Bubel (Forum Walki z Bezprawiem),
2. Edward Czapiewski (KW na rzecz kandydatury dr. Edwarda Czapiewskiego) – były przewodniczący rady miasta Wrocławia,
3. Kazimierz Działocha (Sojusz Lewicy Demokratycznej) – sędzia Trybunału Konstytucyjnego,
4. Krystyna Nowicka (Unia Pracy),
5. Franciszek Połomski (Unia Wolności) – były senator,
6. Zbigniew Ślązak (Unia Polityki Realnej),
7. Bolesław Winiarski (KW Koalicji Ugrupowań Patriotyczno-Niepodległościowych „Nasza Polska”)
8. Janusz Zagórski (KW Forum Nowej Cywilizacji „Piramida”).

Franciszek Połomski i Bolesław Winiarski kandydowali w poprzednich wyborach w tym okręgu.

#### Wyniki
| Kandydat                                                                                    | Kandydat            | Komitet wyborczy                                                      | Głosów | Głosów | Głosów |
| Kandydat                                                                                    | Kandydat            | Komitet wyborczy                                                      | Liczba | %      | +/–    |
| ------------------------------------------------------------------------------------------- | ------------------- | --------------------------------------------------------------------- | ------ | ------ | ------ |
|                                                                                             | Kazimierz Działocha | Sojusz Lewicy Demokratycznej                                          | 13 869 | 26,07  | –      |
|                                                                                             | Bolesław Winiarski  | KW Koalicji Ugrupowań Patriotyczno-Niepodległościowych „Nasza Polska” | 13 545 | 25,46  | –      |
|                                                                                             | Franciszek Połomski | Unia Wolności                                                         | 11 261 | 21,17  | –      |
|                                                                                             | Zbigniew Ślązak     | Unia Polityki Realnej                                                 | 5448   | 10,24  | –      |
|                                                                                             | Edward Czapiewski   | KW na rzecz kandydatury dr. Edwarda Czapiewskiego                     | 4124   | 7,75   | –      |
|                                                                                             | Krystyna Nowicka    | Unia Pracy                                                            | 2802   | 5,27   | –      |
|                                                                                             | Leszek Bubel        | Forum Walki z Bezprawiem                                              | 1141   | 2,14   | –      |
|                                                                                             | Janusz Zagórski     | KW Forum Nowej Cywilizacji „Piramida”                                 | 1012   | 1,90   | –      |
| Frekwencja: 6,48% Liczba głosów ważnych: 53 202 (98,66%) Źródło: Państwowa Komisja Wyborcza |                     |                                                                       |        |        |        |